# Mariscal Estigarribia (Asunción)
Mariscal Estigarribia es un barrio de la ciudad de Asunción, capital de la República del Paraguay. Nombrado así en honor a José Félix Estigarribia.

## Características
La principal característica geográfica del barrio Mariscal Estigarribia es el declive hacia las avenidas Boggiani y Mariscal López. El uso del suelo es eminentemente habitacional.

## Geografía
El barrio Mariscal Estigarribia está situado en la ciudad de Asunción, capital del Paraguay, en el Departamento Central de la Región Oriental, dentro de la bahía del río Paraguay, ciudad cosmopolita, donde confluyen personas de distintas regiones del país y extranjeros que la habitan, ya arraigados en ella.

## Clima
Mariscal Estigarribia presenta un clima subtropical, la temperatura media es de 28 °C en el verano y 17 °C en el invierno. Vientos predominantes del norte y sur. El promedio anual de precipitaciones es de 1700 mm

## Límites
El barrio Mariscal Estigarribia tiene como limitantes las calles R.I. 18 Pitiantuta y la calle Félix de Azara], la avenida Mariscal López y la avenida República Argentina.
- Al norte limita con el barrio Recoleta.

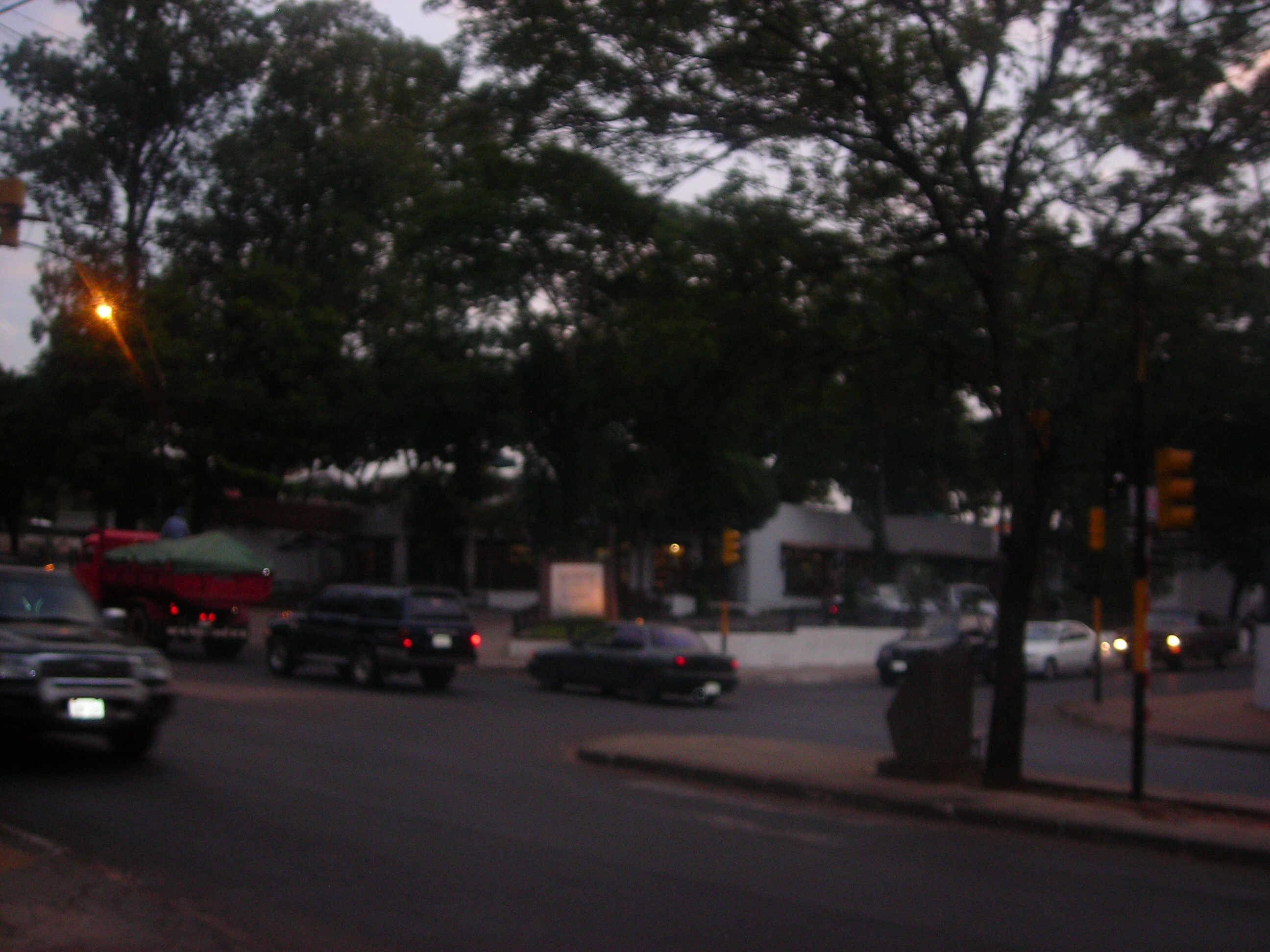
Avenida República Argentina.

- Al sur limita con el barrio Villa Aurelia.
- Al este limita con el barrio San Cristóbal.
- Al oeste limita con el barrio Los Laureles.

Vea la ubicación exacta del Barrio en Google maps

## Superficie
La superficie total del barrio Mariscal Estigarribia es de 2,3 km². Se observan declives hacia zonas muy importantes.

## Vías y Medios de Comunicación
Las principales vías de comunicación del barrio Mariscal Estigarribia son la avenida Mariscal López y la avenida República Argentina, que cuentan con pavimento asfáltico, al igual que las calles R.I.2 Ytororó y Cerro Corá. Las calzadas internas del barrio cuentan con pavimentación tipo empedrado, exceptuando la avenida Boggiani que cuenta con adoquinado.
Operan cuatro canales de televisión abiertos y varias empresas que emiten señales por cable. Se conectan con veinte emisoras de radio que transmiten en frecuencias AM y FM. Cuenta con los servicios telefónicos de Copaco y los de telefonía Celular, además cuenta con varios medios de comunicación y a todos los lugares llegan los diarios capitalinos

## Transporte
Los ómnibus que circulan por el barrio Mariscal Estigarribia son: la línea 15, la línea 12 Ybera, inter, la línea 17, la línea 42, la línea 15, la línea 22 y la línea 36.

## Población
La población total del barrio Mariscal Estigarribia es de 8.540 habitantes aproximadamente, lo que representa una densidad de 3.665 hab./km². La población masculina constituye el 45% del total de la población y la población femenina el 55%.

## Demografía
En el barrio Mariscal Estigarribia hay 865 viviendas aproximadamente con un promedio de 5 habitantes por cada una de ellas. La mayoría son de tipo lujoso y estándar. 
El porcentaje de cobertura de servicios es el siguiente:
- El 95 % de las viviendas poseen energía eléctrica.
- El 90 % de las viviendas poseen agua corriente.
- El 89 % de las viviendas poseen el servicio de recolección de basura.
- El 62 % de las viviendas poseen red telefónica.

La población mayoritaria es de clase alta. Los habitantes son empleados de mando medios, empresarios, profesores, médicos, arquitectos, abogados, ingenieros, etc.
En materia sanitaria cuenta con un hospital privado y en el ámbito educativo con un colegio técnico público de nivel secundario y cuatro colegios privados de nivel primario y secundario.

## Principales problemas del barrio
- Ocupación de predios destinados a espacios verdes
- Falta de plazas, ya que no se ha respetado los lugares destinados a éstas, produciéndose la ocupación sin control.
- Sub–empleados, niños trabajadores de la calle, mendicidad disfrazada (en la zona de las avenidas República Argentina y Mariscal López)
- Falta de documentación de los terrenos ocupados por varias familias.
- Falta de fuentes de trabajo para los habitantes de la zona.

## Instituciones y Organizaciones existentes
Comisiones vecinales
- No cuenta con organizaciones vecinales

Otras
- Grupo de la Parroquia del Pilar.

## Instituciones No Gubernamentales
Religiosa Católica
- Parroquia Virgen del Pilar.
- Santuario Joven del Movimiento Apostólico de Schoenstatt

Otros
- Iglesia Bautista.

Entidades Sociales
- Club Social y Deportivo Emiliano R. Fernández

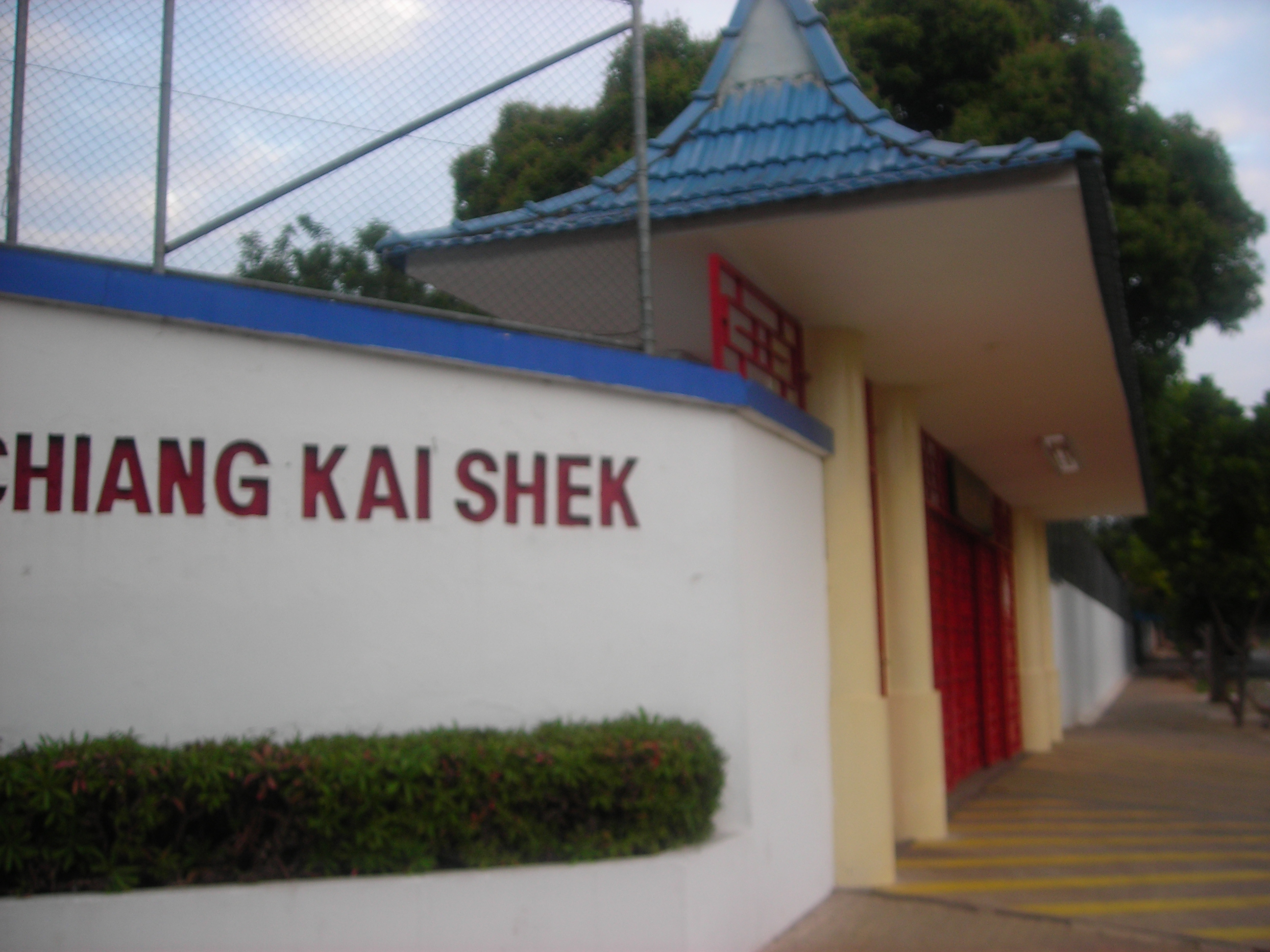
Colegio Chiang Kai Shek.

- Club Deportivo Unión

Servicio Sanitario
- Hospital Bautista

Educativas
- Colegio Bautista
- Colegio Chiang Kai ShekColegio Chiang Kai Shek.
- Colegio Latino Americano

## Instituciones Gubernamentales
Policiales
- Comisaría N.º 11
- Departamento de Identificaciones de la Policía Nacional

Educativa
- Colegio Técnico Nacional
- Colegio Nacional José de San Martín

Municipales
- Plaza La Paz
- Pedro Juan Caballero
- Tres plazas ocupadas

Misiones Diplomáticas
- Consulado Honorario de la Mancomunidad de Australia
- Embajada de Bolivia
- Embajada de Chile[1]
- Embajada de Corea del Sur[2]
- Embajada de Italia[3]
- Embajada de Uruguay[4]
- Consulado General del Uruguay[5]